# 유종필 (신학자)
유종필(柳鍾弼, JongPil Yoo, 1962년 5월 9일 ~ )은 대한민국의 신학자이며 목회자이다. 안양대학교와 대신총회신학연구원, 그리고 대한신학대학원대학교에 선교신학 교수사역을 하였으며, 2009년 부터 동산교회 담임목사이다. 개혁신학 선교학자로 개혁신학과 복음주의 선교학, 그리고 복음의 교리적 상황화에 대한 연구 분야의 전문가로 평가받는다.

## 학력
- 1988, 안양대학교, B.Th.
- 1992, 아세아연합신학대학원, M.Div.
- 1994, 아세아연합신학대학원, Th.M.
- 2004, 미국 Central Michigan University, ESL
- 2005, 미국 Western Theological Seminary, Th.M.
- 2009, 미국, Concordia Theological Seminary, Ph.D. (지도교수: Dr. Klaus Detlev Schulz)

## 경력
- 기간| 기관| 직임
- 1983. 9. – 1985. 12. 15X 수색대대 진중교회 담임 군종
- 1986. 3. - 1990. 12 선린교회 교육전도사
- 1991. 3. – 1992. 12. 갈릴리교회 전임 강도사
- 1993. 9. 예장(대신) 한남노회 목사임직
- 1993. 8. - 2003. 5. 서울중앙교회 개척 담임 목사
- 1993. 8. - 2002. 3. 한국신학교 교수
- 1999. 3. - 2003. 3. 안양대학교 겸임교수
- 2004. 1. – 2005. 7. 미국 세기노장로교회 교육 목사
- 2006. 1. - 2009. 5. 미국 포트웨인 한인교회 교육 목사
- 2015. - 2021. 12. 죠이선교회 이사
- 2015. - 현재 샬롬나비 공동 대표
- 2018. 3. - 2023. 6. 대신총회신학연구원 교수부장
- 2009. 6 – 현재 동산교회 담임목사

## 선교 연구분야 소개
그는 선교에 있어서 상황화, 토착화, 그리고 혼합주의가 어떻게 다른가라고 질문하면서, 선교는 절대 진리로서 불변하며 초문화적인 복음을 상대적이며 변하는 문화 속에 정착시키는 행위이라고 한다. 그런데 복음의 상황화는 두 가지 방식에서 실패하는데, 하나는 기독교와 기존 문화 사이의 평행선으로 복음의 고립화 현상이거나, 기독교의 정체성을 상실하면서까지 상황적 문화 속에서 교리적 혼합주의로 되는 것이다. 불변적 복음을 가변적 문화 속에서 분리되지 않으면서도 고유의 정체성을 지키는 방법이나 원리 혹은 기준은 “바른 복음의 상황화” 몫이다. “바른 복음의 상황화”는 "교리적 혼합주의"(doctrinal syncretism) 와 "문화적 혼합주의"(cultural syncretism)를 구분한다. 교리적 혼합주의를 피하면서 문화적 혼합주의를 수용할 수 있는 원칙은 "문화중심의 선교"(culture-oriented mission)와 "복음중심의 선교"(Gospel-oriented mission)의 균형이다. 이러한 연구를 위하여 한국 교회의 샤머니즘적 기독교와 민중신학은 좋은 사례를 연구하였다. 한국 교회에서 샤마니즘적 기독교는 한국 문화의 “문화적 상황화”와 “교리적 혼합주의”로 나타난다. 그 이유는 기독교와 샤머니즘 사이의 이질성과 유사성 때문이다. 또 다른 사례는 “민중신학”이다. 그것을 개혁주의 신학적 입장에서는 한국 기독교의 상황화는 실패이다. 이유는 “교리적 혼합주의”라는 “토착화 신학”이기 때문이다. 선교에 대한 바른 연구는 복음의 상황화 과정에서 나타나는 “교리적 혼합주의”를 피하면서, “문화적 고립”에 빠지지 않는 길이 무엇인지 제시해야 한다고 주장한다.

## 로잔대회 평가
유종필 박사는 “먼저, 긍정적인 평가는 제4차 로잔대회는 이번 로잔대회가 한국교회의 역량을 입증하였다는 것과 복음 안에서 인류가 서로 이해하고 사랑하며 하나가 될 수 있다는 메시지를 준 것”이라며 “나아가 21세기 선교 메시지는 연합의 당위성, 다중심적 선교의 필요성, 회개와 부흥의 필요성, 세상을 품는 선교, 젊은 지도자들에 대한 참여 그리고 (통합적 총체적 선교)으로 복음의 우선성으로 사회적 책임을 다하는 선교와 같은 것이다. 그 외에 25개의 GAPs에서 강조하는 것들을 들 수 있다”고 했다. 유 박사는 “부정적 평가로는 신학적 혼선이다. 로잔의 정체성과 성령론에 대한 혼선, 사도신경의 차이, 기도의 중보자에 대한 이해 차이 그리고 한국 이단에 대한 무지”라며 “선교학적 혼선으로는 복음과 사회적 책임의 양비론, 온전한 복음과 온 세계와 온 교회에 대한 이해, 정의에 대한 이해와 같은 것이다. 나아가 연합과 일체의 혼선과 소통의 한계로 참여자들의 소통, 참가자와 비참가자들과의 소통의 한계”라고 했다.
앞으로의 전망에 대해 그는 “향후 로잔에 대한 전망은 무엇보다도 로잔대회는 계속될 것이고 되어야 한다”며 “이유는 로잔대회가 기존의 선교개념을 정리하고, 전 세계 성도를 복음으로 묶으며 성도로 세계를 품게 하기 때문이다. 나아가 로잔대회는 지구촌의 모든 사역자를 네트워크로 구성하는 데에 도움을 주기 때문”이라고 했다. 아울러 “로잔은 복음적인 다음 세대를 세울 것이다. 그런데 로잔은 도전을 계속 받을 것”이라며 “하나는 신학적 도전이고 다른 하나는 시대적 지역적 사회적 당면 과제다. 로잔의 위기도 올 것이다. 그때는 로잔이 복음의 능력을 잃을 때이고 정치화되며 로잔의 봉사자들이 겸허·순수·검소함을 잃을 때일 것이다. 하지만 하나님은 당신의 나라 완성을 위하여 로잔을 귀하게 사용하실 것으로 본다”고 했다.

## 저술
- “Preaching the Gospel in Korea: A Critical Analysis of the Contextual Theologies of Shamanism and Minjung”(Ph.D.)(2009)
- “위르겐 몰트만의 유일신론(Monotheism) 비판에 있어서 하나님의 정체성 연구” (아세아연합신학대학원 Th.M 논문, 1995)
- “A Study on Jonathan Edwards’ Approach to Revivalism in the Great Awakening of America” (미국 Western Theological Seminary, Th.M 논문, 2005)
- “이슬람과 기독교의 유사성과 차이점을 통한 선교” (샬롬나비, 2021)
- “개혁주의 상황화에 대한 이해” (대신개혁정론 제1호, 2018)
- “이슬람의 지하드에 대한 선교적 대안” (샬롬나비, 2022)
- “선교적 교회의 도전과 응전 7가지” (제18회 중앙아프리카 선교사 대회, 2022)
- “신학이 있는 목회, 목회가 있는 신학” (대신개혁정론 제2호, 2019)
- “문화적 상황화와 신학적 상황화” (대신개혁정론 제3호, 2021)
- “코로나19 시대의 선교적 대안” (미래목회연구소, 2020)
- “개혁주의 세계관 이해” (한국신학교, 2019)
- “동성애와 W.C.C.”(한국신학교, 2023)
- “제4차 로잔대회에 대한 평가와 전망” (기독교 학술원, 2024)

## 같이 보기
- 대한민국의 신학자 목록
- 대한민국의 목회자 목록
- 대신총회신학연구원
- 대한신학대학원대학교